# (7462) Grenoble
(7462) Grenoble ist ein Asteroid des inneren Hauptgürtels, der am 20. November 1984 vom US-amerikanischen Astronomen Edward L. G. Bowell an der Anderson Mesa Station (IAU-Code 688) des Lowell-Observatoriums in Flagstaff in Arizona entdeckt wurde.
Der Asteroid wurde am 28. Juli 1999 nach der französischen Stadt Grenoble benannt, der Hauptstadt des französischen Départements Isère und der Dauphiné in der Region Auvergne-Rhône-Alpes im Südosten Frankreichs.
Der Himmelskörper gehört zur Levin-Familie, einer Gruppe von Asteroiden, die nach (2076) Levin benannt ist.